# Nati nel 1731
| Questa pagina contiene informazioni ricavate automaticamente dalle voci biografiche con l'ausilio del template Bio e di un bot. L'aggiornamento è periodico e automatico e ricostruisce completamente la pagina. Se manca una persona in questa lista, sei pregato di non aggiungerla, ma accertati piuttosto che la sua voce biografica contenga il template Bio e che i dati anagrafici siano correttamente compilati. Se il template Bio manca, inseriscilo tu stesso o, in alternativa, metti l'avviso {{tmp\|Bio}} che ne segnala la mancanza. Se i dati riportati sono sbagliati, correggi direttamente la voce biografica; le modifiche saranno visibili in questa lista entro pochi giorni. Per chiarimenti vedi il progetto biografie. La lista contiene solo le 146 persone che sono citate nell'enciclopedia e per le quali è stato implementato correttamente il template Bio. Pagina aggiornata al 2 lug 2025. |

## Gennaio(8)
- 3 gennaio - Angelo Emo, ammiraglio italiano († 1792)
- 3 gennaio - Ignazio Michele III Jarweh, patriarca cattolico ottomano († 1800)
- 6 gennaio - Ludovico Eugenio di Württemberg, duca tedesco († 1795)
- 7 gennaio - Henri van der Noot, politico belga († 1827)
- 13 gennaio - Carl von Gontard, architetto tedesco († 1791)
- 17 gennaio - James Stuart, generale britannico († 1793)
- 18 gennaio - William Finch, diplomatico e politico inglese († 1766)
- 23 gennaio - Jacob Jonas Björnståhl, orientalista e viaggiatore svedese († 1779)

## Febbraio(9)
- 2 febbraio - Emanuel Philibert von Waldstein-Wartenberg, nobile austriaco († 1775)
- 4 febbraio - Giovanni Andrea Serrao, vescovo cattolico italiano († 1799)
- 6 febbraio - Frederick Calvert, VI barone Baltimore, nobile inglese († 1771)
- 8 febbraio - Innocenzo Conti, cardinale e arcivescovo cattolico italiano († 1785)
- 9 febbraio - Gasparo Angiolini, coreografo, ballerino e compositore italiano († 1803)
- 16 febbraio - Marcello Bacciarelli, pittore italiano († 1818)
- 17 febbraio - Ignacio de Arteaga, navigatore e esploratore spagnolo († 1783)
- 18 febbraio - Carlo Denina, presbitero e storico italiano († 1813)
- 18 febbraio - Francesco Farina, mercante italiano († 1800)

## Marzo(7)
- 6 marzo - Marco Lastri, presbitero, scrittore e critico letterario italiano († 1811)
- 8 marzo - Filippo Manfredi, compositore e violinista italiano († 1777)
- 9 marzo - Johann Andreas Schachtner, trombettista, violinista e librettista tedesco († 1795)
- 19 marzo - Gabriela Silang, condottiera, patriota e rivoluzionaria filippina († 1763)
- 23 marzo - Catharine Macaulay, storica britannica († 1791)
- 25 marzo - Francesco Rizzi, scultore italiano
- 28 marzo - Giacinto Diano, pittore italiano († 1803)

## Aprile(9)
- 1º aprile - Marino Guarano, presbitero e giurista italiano († 1802)
- 4 aprile - Ivan Ivanovič Lobanov-Rostov, nobile e ufficiale russo († 1791)
- 6 aprile - Giovanni Maria Lampredi, letterato, giurista e etruscologo italiano († 1793)
- 10 aprile - Eustachio Biondelli, religioso e educatore italiano († 1802)
- 10 aprile - Louis Joseph Watteau, pittore francese († 1798)
- 18 aprile - Alexander Duff, III conte di Fife, nobile scozzese († 1811)
- 18 aprile - Girolamo Pompei, poeta, drammaturgo e traduttore italiano († 1788)
- 19 aprile - Maria Francesca Gonzaga, nobildonna spagnola († 1757)
- 23 aprile - George Anne Bellamy, attrice irlandese († 1788)

## Maggio(13)
- 1º maggio - Gustav Philip Creutz, poeta e diplomatico finlandese († 1785)
- 1º maggio - Ulrica Luisa di Solms-Braunfels, contessa († 1792)
- 4 maggio - Domenico Caminer, scrittore, giornalista e editore italiano († 1796)
- 5 maggio - Michelangelo Simonetti, architetto italiano († 1787)
- 8 maggio - Beilby Porteus, vescovo anglicano inglese († 1809)
- 10 maggio - Tommaso Antici, cardinale italiano († 1812)
- 10 maggio - Victor Louis, architetto francese († 1800)
- 12 maggio - Biagio Rebecca, pittore e decoratore italiano († 1808)
- 21 maggio - Johann Ernst Heinsius, pittore tedesco († 1794)
- 25 maggio - Franz Philipp von Inzaghi, vescovo cattolico austriaco († 1816)
- 28 maggio - Franz de Paula Gundaker von Colloredo-Mansfeld, diplomatico e politico austriaco († 1807)
- 28 maggio - Johann August Ephraim Goeze, entomologo e zoologo tedesco († 1793)
- 28 maggio - James Stopford, II conte di Courtown, politico irlandese († 1810)

## Giugno(9)
- 2 giugno - Martha Washington, first lady statunitense († 1802)
- 15 giugno - Francesco Antonio Bagnato, architetto tedesco († 1810)
- 18 giugno - Richard Grosvenor, I conte Grosvenor, nobile e politico inglese († 1802)
- 19 giugno - Gian Battista Burato, pittore italiano († 1787)
- 19 giugno - Joaquim Machado de Castro, scultore portoghese († 1822)
- 20 giugno - Pierre Julien, scultore francese († 1804)
- 20 giugno - William Legge, II conte di Dartmouth, nobile e politico inglese († 1801)
- 21 giugno - Vladimir Borisovič Golicyn, ufficiale russo († 1798)
- 21 giugno - François Joseph Antoine de Hell, politico francese († 1794)

## Luglio(8)
- 1º luglio - Adam Duncan, ammiraglio britannico († 1804)
- 4 luglio - António Dinis da Cruz e Silva, poeta e magistrato portoghese († 1799)
- 16 luglio - Samuel Huntington, politico statunitense († 1796)
- 17 luglio - George Yonge, V baronetto, politico e nobile britannico († 1833)
- 18 luglio - Michail Michajlovič Golicyn, ufficiale russo († 1804)
- 23 luglio - Pierre François Cornic-Dumoulin, ammiraglio francese († 1801)
- 24 luglio - Louis Claude Cadet de Gassicourt, chimico e farmacista francese († 1799)
- 28 luglio - Théodore Vernier, politico e avvocato francese († 1818)

## Agosto(4)
- 3 agosto - Girolamo Francesco Cristiani, ingegnere e economista italiano († 1811)
- 4 agosto - Giuseppe Colla, compositore italiano († 1806)
- 31 agosto - Ignazio Busca, cardinale e nobiluomo italiano († 1803)
- 31 agosto - Francesco Valeriano Dellala, architetto italiano († 1805)

## Settembre(11)
- 1º settembre - Ove Høegh-Guldberg, politico e teologo danese († 1808)
- 7 settembre - Elisabetta de Gambarini, compositrice, organista e soprano inglese († 1765)
- 8 settembre - George Hobart, III conte di Buckinghamshire, politico inglese († 1804)
- 9 settembre - Francesco Saverio Clavigero, gesuita, docente e storico messicano († 1787)
- 11 settembre - Giovanni Andrea Archetti, cardinale e arcivescovo cattolico italiano († 1805)
- 11 settembre - Francesco Saverio Grue, ceramista italiano († 1800)
- 13 settembre - George Onslow, I conte di Onslow, nobile e politico inglese († 1814)
- 17 settembre - Alessandro IV Sanvitale, nobile italiano († 1804)
- 24 settembre - Carlotta Sofia di Sassonia-Coburgo-Saalfeld, nobile tedesca († 1810)
- 26 settembre - Gianfrancesco Malfatti, matematico italiano († 1807)
- 28 settembre - Pietro Napoli Signorelli, saggista, storiografo e scrittore italiano († 1815)

## Ottobre(14)
- 1º ottobre - Nicolas-Denis Derome, artigiano francese († 1790)
- 3 ottobre - Louis Bertrand, matematico svizzero († 1812)
- 6 ottobre - Emily Lennox, nobildonna inglese († 1814)
- 6 ottobre - Giovanni Battista Tommasi, principe italiano († 1805)
- 10 ottobre - Henry Cavendish, chimico e fisico inglese († 1810)
- 12 ottobre - Jean-Baptiste Blanchard, religioso e pedagogo francese († 1797)
- 12 ottobre - Leonardo de Vegni, architetto italiano († 1801)
- 13 ottobre - Charlotte Murray, nobildonna scozzese († 1805)
- 18 ottobre - John Dunning, I barone Ashburton, politico britannico († 1783)
- 23 ottobre - Carlo Luigi Buronzo del Signore, arcivescovo cattolico italiano († 1806)
- 24 ottobre - François de Cuvilliés il Giovane, architetto e incisore tedesco († 1777)
- 27 ottobre - Federico Ermanno di Anhalt-Köthen-Pleß, nobile tedesco († 1797)
- 27 ottobre - Charlotte Elizabeth Boyle, nobildonna inglese († 1754)
- 27 ottobre - Rafael Landívar, poeta e gesuita guatemalteco († 1793)

## Novembre(10)
- 4 novembre - Maria Giuseppina di Sassonia, principessa tedesca († 1767)
- 7 novembre - Robert Rogers, militare britannico († 1795)
- 9 novembre - Benjamin Banneker, scienziato statunitense († 1806)
- 13 novembre - Virgilio Cavina, matematico italiano († 1808)
- 15 novembre - Ludwig Carl von Hohenlohe-Waldenburg-Bartenstein, principe e mecenate tedesco († 1799)
- 23 novembre - Giangrisostomo Tovazzi, religioso, storico e bibliotecario italiano († 1806)
- 24 novembre - Maria Fortunata d'Este, principessa italiana († 1803)
- 25 novembre - Gustaf Fredrik Gyllenborg, poeta svedese († 1808)
- 26 novembre - William Cowper, poeta inglese († 1800)
- 27 novembre - Gaetano Pugnani, violinista e compositore italiano († 1798)

## Dicembre(14)
- 3 dicembre - Stefano Borgia, cardinale, storico e numismatico italiano († 1804)
- 7 dicembre - Jan Chrzciciel Albertrandi, storico, gesuita e bibliotecario polacco († 1808)
- 7 dicembre - Abraham Hyacinthe Anquetil-Duperron, orientalista francese († 1805)
- 8 dicembre - Mariano Rossi, pittore italiano († 1807)
- 10 dicembre - Pierre-Élisabeth de Fontanieu, funzionario francese († 1784)
- 12 dicembre - Erasmus Darwin, filosofo, poeta e medico britannico († 1802)
- 15 dicembre - Francis Maseres, giurista britannico († 1824)
- 18 dicembre - Girolamo Tiraboschi, storico della letteratura, bibliotecario e gesuita italiano († 1794)
- 19 dicembre - Thomas Willing, politico e banchiere statunitense († 1821)
- 25 dicembre - Domenico Arcaroli, arcivescovo cattolico italiano († 1826)
- 26 dicembre - Francesco Niccolò Gonzaga, marchese († 1783)
- 28 dicembre - Matteo Buttafuoco, politico francese († 1806)
- 28 dicembre - Christian Cannabich, compositore e direttore d'orchestra tedesco († 1798)
- 31 dicembre - Emmanuel-François de Bausset-Roquefort, vescovo cattolico francese († 1802)

## Senza giorno specificato(30)
- Giacomo Acerbi, ufficiale e imprenditore italiano († 1811)
- William Aiton, botanico scozzese († 1793)
- Giovanni Battista Ayroli, doge († 1808)
- Mula Mustafa Bašeskija, scrittore bosniaco († 1809)
- Pietro Belly, militare e ingegnere italiano († 1791)
- Marco Carburi, chimico e mineralogista italiano († 1808)
- Charles Churchill, scrittore britannico († 1764)
- Ferdinando Corradini, giurista e economista italiano († 1801)
- Ermenegildo Costantini, pittore italiano († 1791)
- Louis Delanois, ebanista francese († 1792)
- František Xaver Dušek, compositore e musicista ceco († 1799)
- Giuseppe Franchi, scultore italiano († 1806)
- Andrea Giganti, architetto italiano († 1787)
- Giovanni Grevembroch, disegnatore italiano († 1807)
- Christian Hee Hwass, naturalista danese († 1803)
- Konrad Valentin von Kaim, generale austriaco († 1801)
- Kyranna di Salonicco, santa greca († 1751)
- Francisco Xavier Lampillas, gesuita e critico letterario spagnolo († 1810)
- Alexander Leslie, generale britannico († 1794)
- Macario di Corinto, vescovo, scrittore e mistico greco († 1805)
- Paul Sandby, pittore britannico († 1809)
- Michele Sarcone, medico e scienziato italiano († 1797)
- James Six, meteorologo e inventore inglese († 1793)
- Carlo Giuseppe Toeschi, violinista e compositore tedesco († 1788)
- Vasile Ursu Nicola, rivoluzionario rumeno († 1785)
- John Walker, naturalista, botanico e chimico scozzese († 1803)
- Giacomo Zampa, pittore italiano († 1808)
- Ramón de la Cruz, commediografo spagnolo († 1794)
- Dirk van der Aa, pittore olandese († 1809)
- Franz Gumer, politico austriaco († 1794)